# Manset (album, 1975)
Pour les articles homonymes, voir Manset.
Albums de Gérard Manset
Manset Rien à raconter
Singles
1. Il voyage en solitaire
Sortie : 1975

Manset, aussi désigné sous le titre d'une des chansons, Y a une route, ou encore Il voyage en solitaire, est le quatrième album de Gérard Manset, paru en 1975. Paroles, musiques, orchestrations, arrangements et mixages sont signés Gérard Manset.
Constitué de neuf titres, l'album fit connaître le chanteur au grand public avec la chanson sortie en 45 tours Il voyage en solitaire.

## L'album
L'album vinyle original de 1975 est édité par Pathé-Marconi sous la référence C064-13038. Sa pochette montre Gérard Manset de dos marchant sur les quais de la gare Saint-Lazare. L'album est repressé en 1978 (EMI C066-13038).
Les titres de l'album furent remixés plusieurs fois par Gérard Manset, en 1988, en 1992 et en 1999. Les ré-éditions connaissent des variations et des différences dans l'ordre et le choix des titres. En 1988 Un homme étrange disparaît de la ré-édition remixée en digital mais Rouge-gorge est ajouté (issu de l'album Rien à raconter). En 1992 sont intégrés des titres issus des albums Rien à raconter (Les Vases bleues et Rouge-gorge) et 2870 (2870 et Amis). En 1999 sont également ajoutés Ton âme heureuse et Un homme une femme, toujours de l'album 2870. 

## Titres des différentes éditions

### Manset(album 1975)
Album original vinyle (1975 - Pathé-Marconi C064-13038)
| 1. | Y a une route                       |  |
| 2. | Il voyage en solitaire              |  |
| 3. | On sait que tu vas vite             |  |
| 4. | Qu'il est loin le temps devant nous |  |

| 1. | Attends que le temps te vide |  |
| 2. | Un homme étrange             |  |
| 3. | Le Verger du bon Dieu        |  |
| 4. | C'est un parc                |  |
| 5. | Y a une route (reprise)      |  |

### Il voyage en solitaire(réédition 1988)
Ré-édition et remixage digital de 1988 (en CD EMI 790207 2 et en LP EMI 790207 1) 
| No | Titre                               | Durée |
| -- | ----------------------------------- | ----- |
| 1. | Y a une route                       |       |
| 2. | Il voyage en solitaire              |       |
| 3. | On sait que tu vas vite             |       |
| 4. | Qu'il est loin le temps devant nous |       |
| 5. | Attends que le temps te vide        |       |
| 6. | Rouge-gorge - Le verger du bon Dieu |       |
| 7. | C'est un parc                       |       |
| 8. | Y a une route (reprise)             |       |

### Y a une route(réédition 1992)
Ré-édition et remixage de 1992 comprise dans le coffret de cinq CD Entrez dans le rêve : CD n°1 titré Y a une route (EMI 7805262). L'album ressort séparément en 1995 sous le titre Il voyage en solitaire (EMI 780527 2).
| No  | Titre                               | Durée |
| --- | ----------------------------------- | ----- |
| 1.  | Y a une route                       |       |
| 2.  | Il voyage en solitaire              |       |
| 3.  | Attends que le temps te vide        |       |
| 4.  | Rouge-gorge                         |       |
| 5.  | C'est un parc                       |       |
| 6.  | On sait que tu vas vite             |       |
| 7.  | Qu'il est loin le temps devant nous |       |
| 8.  | Les Vases bleues                    |       |
| 9.  | Amis                                |       |
| 10. | 2870                                |       |

### Y a une route 1975-1981(réédition 1999)
Ré-édition et nouveau remixage de 1999 : CD n°1 du double CD Y a une route (EMI 7243 5 21674 2 5 ) 
| No  | Titre                               | Durée |
| --- | ----------------------------------- | ----- |
| 1.  | Y a une route                       |       |
| 2.  | Il voyage en solitaire              |       |
| 3.  | Attends que le temps te vide        |       |
| 4.  | Rouge-gorge                         |       |
| 5.  | C'est un parc                       |       |
| 6.  | On sait que tu vas vite             |       |
| 7.  | Qu'il est loin le temps devant nous |       |
| 8.  | Les Vases bleues                    |       |
| 9.  | Ton âme heureuse                    |       |
| 10. | Un homme une femme                  |       |
| 11. | Amis                                |       |
| 12. | 2870                                |       |

### Y a une route(réédition 2003)
Ré-édition CD (EMI 58453928) dans le cadre d'une nouvelle série de sept CD
| No | Titre                               | Durée |
| -- | ----------------------------------- | ----- |
| 1. | Y a une route                       |       |
| 2. | Il voyage en solitaire              |       |
| 3. | Attends que le temps te vide        |       |
| 4. | Rouge-gorge - Le Verger du bon Dieu |       |
| 5. | C'est un parc                       |       |
| 6. | On sait que tu vas vite             |       |
| 7. | Qu'il est loin le temps devant nous |       |

### Y a une route(réédition Mansetlandia)
Ré-édition CD issue du coffret Mansetlandia (2016 - Parlophone / Warner Music) 
| No  | Titre                               | Durée |
| --- | ----------------------------------- | ----- |
| 1.  | Y a une route                       |       |
| 2.  | Il voyage en solitaire              |       |
| 3.  | On sait que tu vas vite             |       |
| 4.  | Qu'il est loin le temps devant nous |       |
| 5.  | Attends que le temps te vide        |       |
| 6.  | Un homme étrange                    |       |
| 7.  | Le Verger du bon Dieu               |       |
| 8.  | Rouge-gorge                         |       |
| 9.  | C'est un parc                       |       |
| 10. | Les Vases bleues                    |       |

## Musiciens
- Gérard Manset : voix, arrangements pour orchestre, piano, guitare ;
- David Woodshill : guitare ;
- Didier Batard : basse ;
- François Auger : batterie.